# Třebosický rybník
Třebosický rybník o rozloze vodní plochy 0,39 ha se nalézá na západním okraji obce Třebosice u silnice III. třídy č. 32226 vedoucí ze Starých Jesenčan do Třebosic v okrese Pardubice. Rybník je v soukromém vlastnictví a je využíván pro chov ryb.

## Galerie

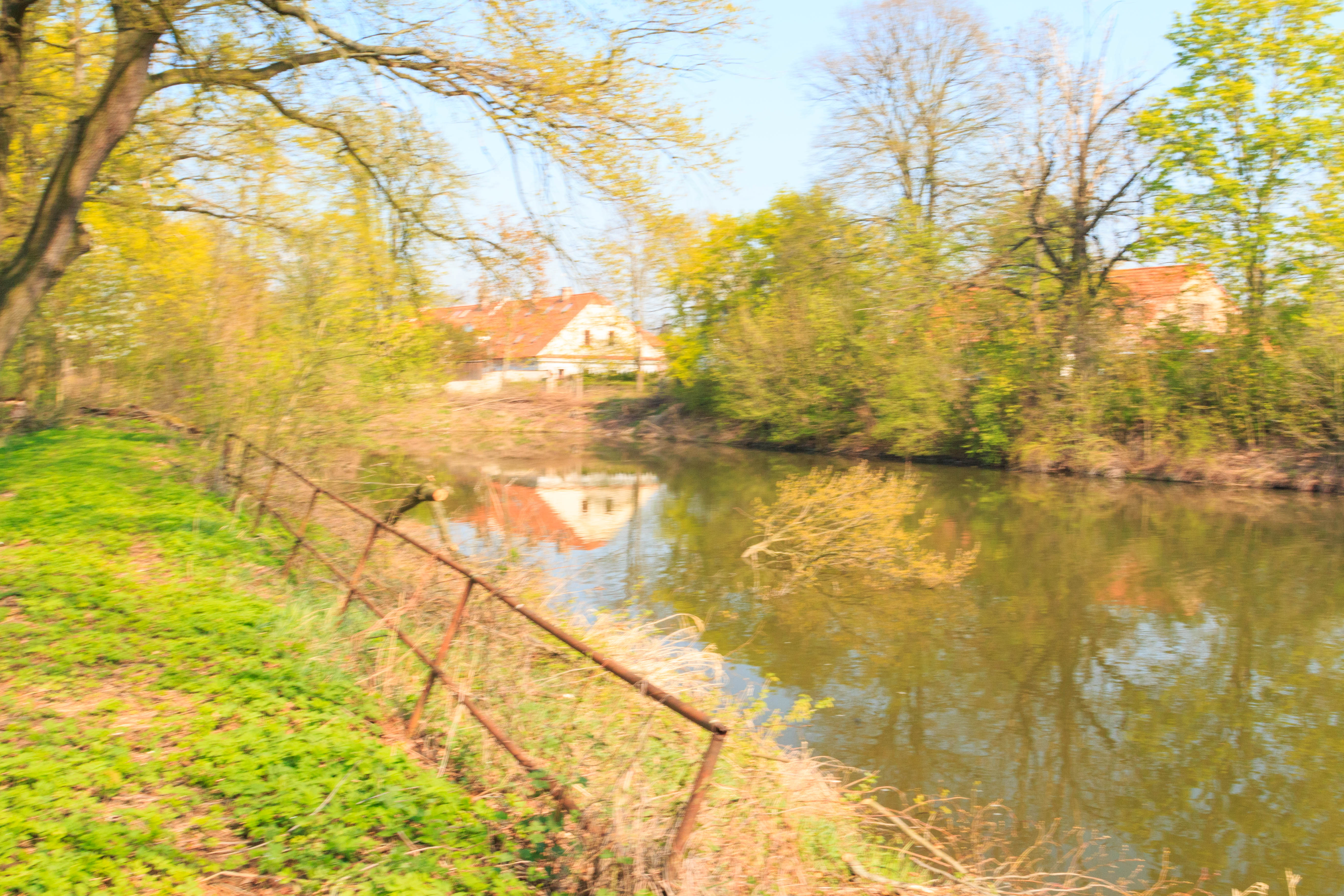
Pohled na Třebosický rybník
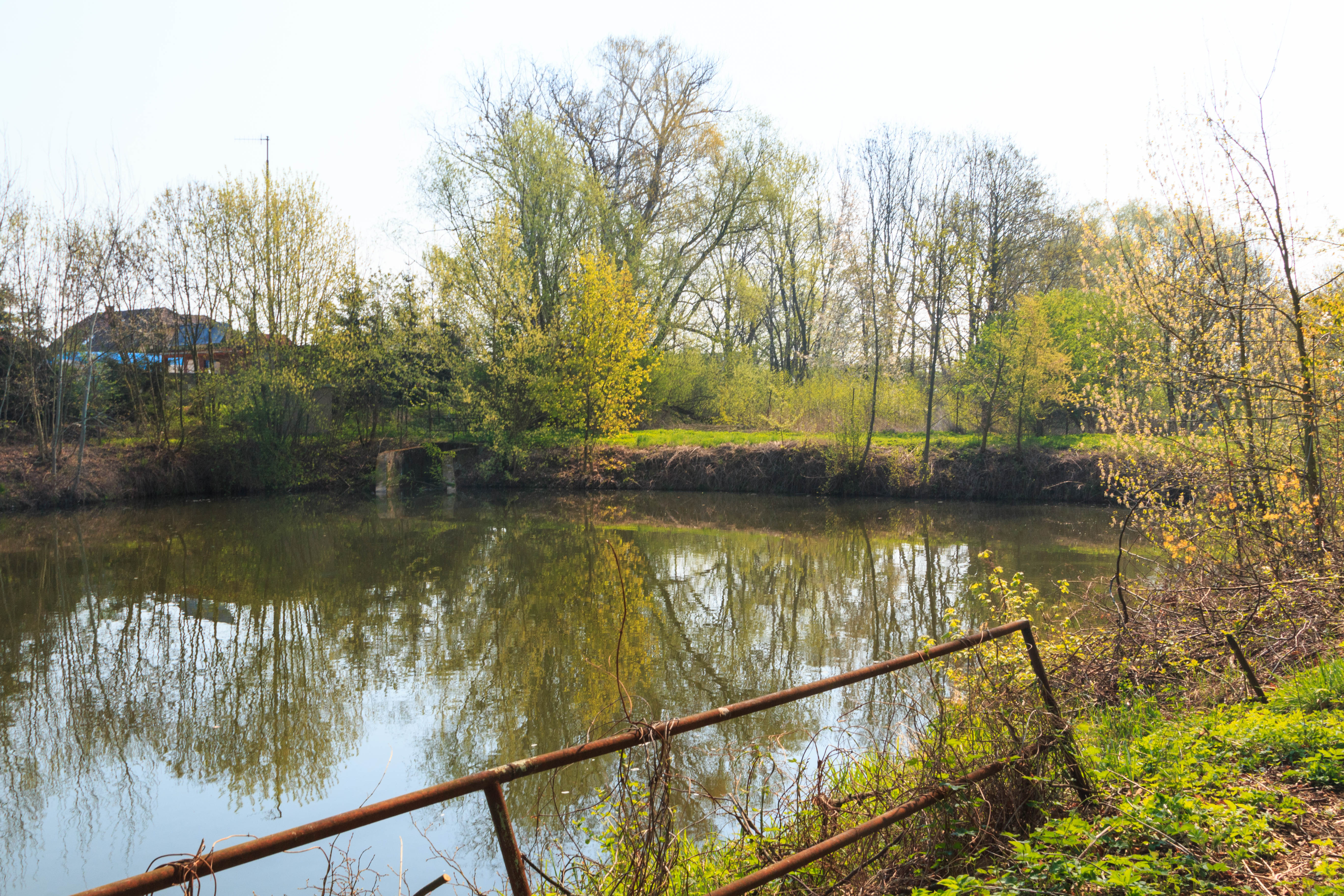
Pohled na Třebosický rybník
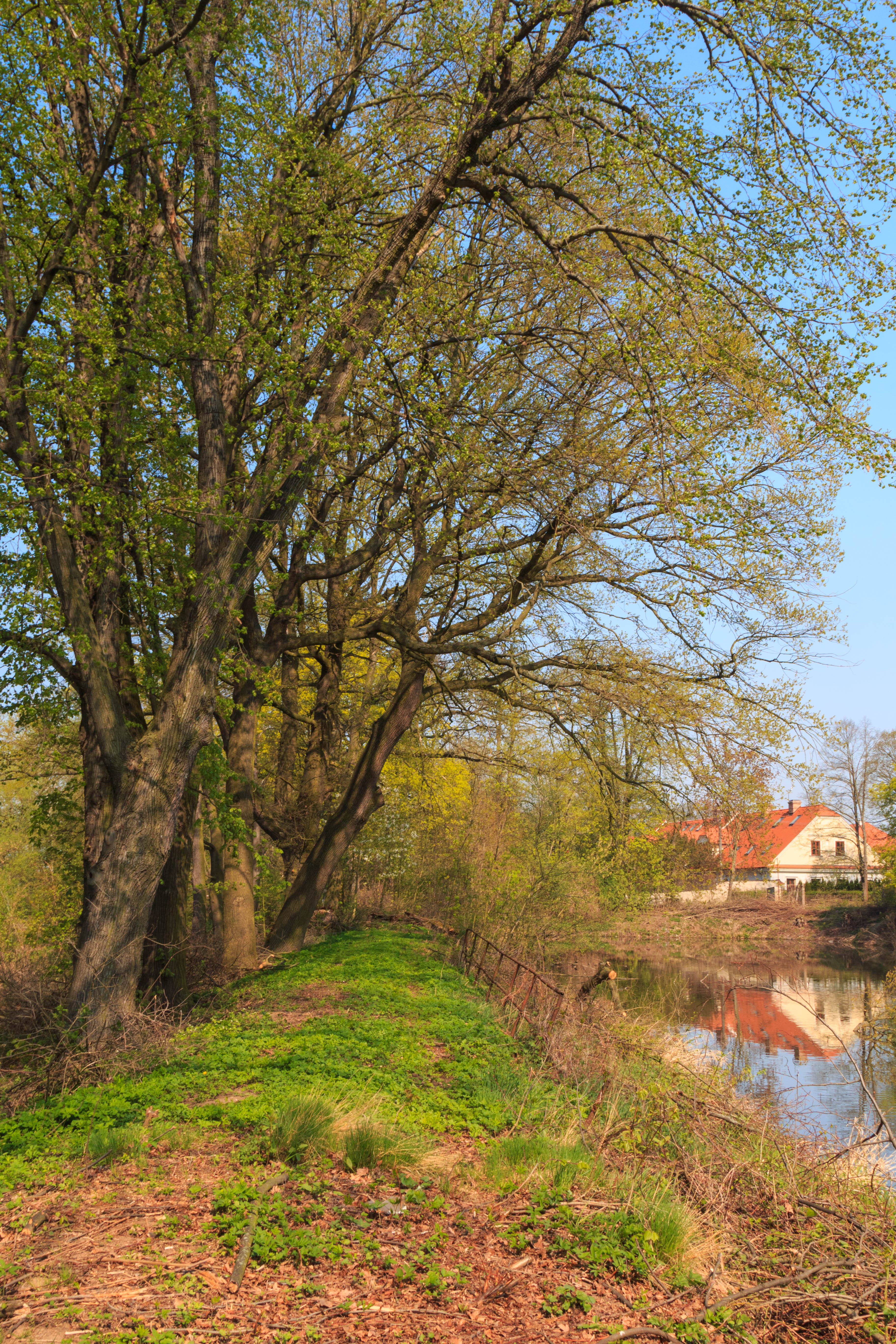
Pohled na Třebosický rybník